# ПФК Лудогорец 1945
 За другия отбор със същото име вижте ФК Лудогорец 2003.  
ПФК „Лудогорец“ 1945 е български професионален футболен клуб от Разград, настоящ шампион в Първа професионална футболна лига. Цветовете на екипите му са зелено и бяло.  
След влизането си в А група през 2011 г. Лудогорец се утвърждава като доминираща сила в българския футбол, печели 14 титли подред, като става единствения български отбор постигнал това. Четирикратен носител на Купата на България, както и осемкратен носител на Суперкупата на България, което е рекорд.
Впоследствие клубът достига значителен успех в евротурнирите през сезон 2013/14 на Лига Европа, когато стига до осминафиналите само във второто си европейско участие. Към днешна дата достига до елиминациите на Лига Европа четири пъти. Лудогорец също е вторият български отбор след Левски (София), който влиза в груповата фаза на Шампионската лига, подвиг, който е постигат през следващия сезон 2014/15. По време на същата кампания става първият български отбор, който печели точки в групова фаза на Шампионската лига след победа с 1:0 над Базел в София. През сезон 2016/17 зелените отново достигат до груповата фаза на Шампионската лига. По този начин те се превръщат в единствения българския тим, класирал се два пъти в групите на най-престижния европейски клубен турнир. Също така Лудогорец се класира седем пъти за груповата фаза на Лига Европа, през сезон 2013/14, 2017/18, 2018/19, 2019/20, 2020/21, 2021/22 и 2022/23, а през сезон 2024/25 се класират за основната фаза на Лига Европа, след като регламента на турнира е променен през същия сезон. През сезон 2023/24 зелените за първи път участват в груповата фаза на Лига на конференциите.

## История

### Предшественик
Първият отбор с името Лудогорец е основан през 1945 г. като физкултурно дружество. Основния екип е жълти фланелки, зелени гащета и зелени чорапи, а резервния изцяло в бяло. Играе мачовете си на стадион Дянко Стефанов с капацитет 12 000 зрители.
Тимът на Лудогорец през годините е дългогодишен участник в Б група. Полуфиналист за купата на Съветската армия през 1983 г., когато губи от Доростол (Силистра) след продължения и дузпи. През 1997 г. се обединява с ФК Антибиотик (Разград) под името „Антибиотик – Лудогорец“. През сезон 1998/99 г. постига най-големия си успех като е на крачка от влизане в А група като завършва шести под името „Антибиотик-Лудогорец“. Обединеният тим играе със сини екипи. На следващия сезон изпада от Б група и прекратява съществуването си. От 2003 г. се създава нов клуб под името ФК „Лудогорец-2003“, който се състезава в Североизточната В група. По средата на сезон 2005/06 г. отбора  е разформирован. С най-много мачове за отбора е Младен Ангелов с 243 мача, а с най-много голове е Захари Минчев с 62 гола. Други известни играчи на отбора са Костадин Костадинов, Атанас Голешевски, Стефан Василев. 

### Лудогорец 1945
Инициатори за възраждането на клуба през 2001 г. и наследник и спортен правоприемник на основания през 1945 година футболен клуб Лудогорец са Александър Александров и Владимир Димитров. „Лудогорие“ започва съществуването си от най-ниското ниво на родния футбол, като в началото играе домакинските си мачове на стадион „Балканфарма“. През 2002 г. клубът се преименува на „Разград 2000“ след обединение с едноименния тим, развиващ 
Разград 2000 няколко поредни години печели безпроблемно групата си, но отказва участие в квалификациите за попълване на В група. Промоцията най-накрая става факт през сезон 2005/06, когато тимът отново завършва на първо място и е приет в Североизточната В група. Още през първата си година в третия ешелон отборът е близо до класиране в професионалния футбол, но завършва на второ място на 25 точки от шампиона Бенковски Бяла. През сезон 2009/10 Разград 2000 на няколко пъти разменя лидерската позиция с Доростол Силистра в течение на надпреварата. В крайна сметка първото място се решава в последния кръг, когато Зелено-белите губят в Силистра и пропускат шанса си за промоция. Миньор (Раднево), 14-и през изминалия сезон се отказва от участие непосредствено преди началото на първенството. На 27 юли 2010 г. на негово място в групата е включен Разград 2000, който е 2-ри в Североизточна В АФГ през изминалия сезон. Вторият в Югоизточна В АФГ през изминалия сезон – Марица 1921 (Пловдив) се отказва от правото си да играе в бараж срещу Разград 2000 за свободното място. На 25 юли 2010 г. Разград 2000 (Разград) се преименува на Лудогорец 1945 (Разград).
През сезон 2010/11 отборът играе в Източна Б футболна група, като до средата на пролетния полусезон се намира в средата на таблицата, но само за няколко кръга успява да се изкачи до първото място, след като печели всички мачове до края на сезона и по този начин печели промоция за А група. Това е и годината, в която отборът е придобит от бизнесмена Кирил Домусчиев. 
През сезон 2011/12 отборът вече е в А група и се бори за шампионската титла. Преди сезона са привлечени 14 нови футболисти, около осем от които са чужденци. Целта на собственика на клуба, Кирил Домусчиев, е: „Да развиваме футбола в цяла Североизточна България, ние сме футболен клуб на цялото Лудогорие, а не само на Разград“.
През сезон 2011/12 Лудогорец побеждава Локомотив Пловдив с 2:1 във финала за купата на България. Това е първи трофей с историята на Зелените. На 23 май 2012 година Лудогорец побеждава ЦСКА с 1:0 на стадион Лудогорец Арена в Разград и печели шампионската титла за първи път в своята история. На 11 юли 2012 г. побеждава отново Локомотив Пловдив с 3:1 във финала за Суперкупата на България. Отбор, който за първи път играе в А група да спечели златен дубъл.
През сезон 2012/13 отборът започва сезона с 8 поредни победи и 9 мача без загуба, и така завършва първата половина на сезона на първо място. Но за Купата на България Лудогорец е отстранен още в 1/16 финалите от ЦСКА София, постигайки 1:2 в домакинския им мач и победа с 1:0 в гостуващия мач. През втория полусезон попада в серия от равенства и така се конкурира с Левски София за първото място. В директния сблъсък на 18 май 2013 г. Лудогорец губи с 1:0 от Левски, но равенството на софийския тим със Славия София и победата на разградчани в Монтана от последния 30 кръг на А ПФГ донасят втора поредна титла на Лудогорец.
През сезон 2013/14 Лудогорец доминира в Българския футболен шампионат като получава третата си поредна шампионска титла два кръга преди края на 7 май 2014 година след победа над Локомотив Пловдив с 1 – 0 на стадион Лудогорец арена. Шампионското попадение вкарва голмайстора на отбора Роман Безяк в 9-ата минута. Така Лудогорец след три сезона в родния елит печели три поредни шампионски титли. На 15 май 2014 година Лудогорец постига златен дубъл (втори такъв след влизането в А ПФГ) след като печели финала в турнира за купата на България срещу Ботев Пловдив с 1 – 0 след гол на Роман Безяк в 60-ата минута. След това обаче мачът е прекратен за близо 30 минути, а причина за това са хвърлени факли по терена от агитка, които впоследствие предизвикват пожар. Мачът се игра на стадион Лазур в Бургас.
Четвъртата титла на Лудогорец стана факт след домакинската победа над Локомотив София с 4:1 на 15 май 2015 г. Успехът съвпада с откриването на новата трибуна „Моци“ и честването на 70-годишния юбилей на „орлите“. Именно „червено-черните“ се оказват конкурент на Лудогорец за златните медали в края на първенството, въпреки че почти през целия сезон орлите водят битка за първото място с ЦСКА.
Балансът на Лудогорец в мачовете с Локомотив София и ЦСКА показва превъзходството на орлите. В Разград столичните тимове са победени по два пъти – ЦСКА с 2:0 и 4:0, а Локомотив София с 5:1 и 4:1. Лудогорец постига равенства при гостуванията на „Българска армия“ (1:1 и 0:0) и „Надежда“ (2:2 и 0:0).
Сезонът е изключително успешен от гледна точка на представянето в евротурнирите. Лудогорец отстранява Стяуа Букурещ в епични мачове в плейофа на Шампионската лига и влиза в групите, където постига първа историческа победа над Базел, прави равен с Ливърпул и играе страхотно срещу 13-кратния носител на ШЛ Реал Мадрид.
През този период Лудогорец се очертава като доминант в българския футбол.
На 3 януари 2021 г. на поста старши треньор е назначен Валдас Дамбраукас. През 2022 година тимът стана шампион под ръководството на Анте Шимунджа на България с рекордните 21 точки разлика пред втория в класирането, а на 7 юни 2023 година след победа във Варна над Черно Море с 0:1 тимът на Ивайло Петев завоюва своята 12-та титла в клубната история, като по този показател тимът е номер едно по поредица от поредни шампионски титли в България, и 3-ти във вечната ранглиста по обща бройка шампионски титли на България след ЦСКА (31) и Левски (26).

## Европейски турнири

### Началото на приказката – дебют в Европейските турнири
Във втория предварителен кръг на сезон 2012/2013 г. „Лудогорец“ се среща с хърватския Динамо Загреб. Първата среща в Разград играна на 18 юли 2012 г. завършва 1 – 1. В реванша, игран на 25 юли 2012 г. в хърватската столица Загреб, българският отбор губи с 3:2 след гол, който е допуснат в 98 минута след изтичането на добавеното от съдията време и по този начин приключва първото си участие в Европейските клубни турнири.

### Участие вШампионска лига 2013/14
След като печели първенството и през сезон 2012/13, тимът е класиран във втория предварителен кръг на Шампионската лига. На 17 юли 2013 г. се изправя срещу словашкия шампион Слован в столицата Братислава. Орлите откриват резултата през второто полувреме с гол на финландския защитник Мантула и получават спортно-техническо предимство след като Ерик Грендел от противниковия отбор е отстранен от игра с червен картон. Въпреки че са с човек повече на терена лудогорци не успяват да удържат преднината си и в крайна сметка губят с 2:1 след голове на Юрай Халенар. Този мач се оказва последен за Ивайло Петев като треньор на Лудогорец и е заменен от разградския специалист Стойчо Стоев. На реванша в Разград водения от Стоев отбор побеждава с 3:0 Слован след голове на Иван Стоянов и Дани Абало (2).
Tака Лудогорец се класира за Третия предварителен кръг на Шампионската лига, където трябва да срещне титулувания сръбски шампион Партизан Белград. Първият мач е домакинство в Разград и завършва с победа с 2:1 за Лудогорец след голове на Марселиньо и Михаил Александров, а за Партизан се разписва Саша Маркович. На реванша в Белград българският тим побеждава с 1:0 с гол на Христо Златински от дузпа в 88 минута, с което се класира за плейофите. Там Орлите срещат отбора на швейцарския шампион Базел, губейки с 2:4 в София и с 2:0 като гост, отпадайки от надпреварата в Шампионската лига, но според регламента на УЕФА продължава участието си в клубните турнири в групите на Лига Европа.

#### Участие в Лига Европа 2013/14
Отборът на Лудогорец попада в Група Б на турнира Лига Европа през сезон 2013/14, където са още ПСВ Айндховен, Динамо Загреб и Черноморец Одеса. В дебютния си мач в тази надпревара на 19 септември 2013 г. Лудогорец постига успех, побеждавайки холандския гранд ПСВ Айндховен с 2 – 0 в Айндховен. Победата поставя Лудогорец временно на първо място в групата.
В следващия си мач Лудогорец побеждава и Динамо Загреб с 3:0 в груповата фаза на Лига Европа, а мачът се играе на Националния стадион „Васил Левски“ на 3 октомври 2013 г. На 24 октомври 2013 г. отборът продължава и с победа с 1 – 0 над Черноморец като гост в Одеса с гол на Златински в 45-а минута. По този начин Лудогорец става едноличен лидер в Група Б с актив от 9 точки, с 5 повече от ПСВ Айднховен.
Отборът на „Лудогорец“ изиграва четвъртия си мач от груповата фаза на Лига Европа на 7 ноември 2013 г. като записва равенство 1:1 с Черноморец Одеса в София. По този начин тимът стига до номер 32 в клубната ранглиста на УЕФА за сезона. Разградският отбор натрупва 7,775 точки по критериите на евроцентралата. На 28 ноември 2013 г. Лудогорец си осигурява и първото място в групата след втора победа с 2 – 0 над холандския ПСВ Айндовен. След тази победа клубът изпреварва Левски в ранглистата на УЕФА, като разградчани заемат 135 позиция от 453 отбора, докато сините се намират на 145 място. В последния двубой в груповата фаза на Лига Европа Лудогорец се реабилитира напълно за миналогодишната загуба след 2 – 1 над хърватския шампион Динамо на стадион Максимир в Загреб. Така Лудогорец става първият български отбор, печелил футболна среща на хърватска земя.
Жребият за 1/16 финалите на 16 декември 2013 г. отрежда Лудогорец да играе с носителя на Купата на Италия Лацио. Първият мач е на 20 февруари 2014 г. в Рим и Лудогорец изненадващо печели с 1:0. Точен за орлите от Разград е Роман Безяк в 44-тата минута, а реваншът е на 27 февруари 2014 г. В София се получава зрелищен мач като Лацио повежда с 2 – 0, но в крайна сметка срещата завършва наравно 3 – 3. Този резултат класира Лудогорец на осминафиналите срещу отбора на Валенсия, В първата среща от 1/8-финалите на 13 март 2014 г. Лудогорец губи с 0 – 3 на препълнения Национален стадион „Васил Левски“ в София, след като Роман Безяк пропуска дузпа за орлите. Реваншът на 20 март 2014 г. на „Местая“ Лудогорец губи с 1 – 0 и така приключва участието си в турнира за този сезон.

### Участие в групите на Шампионската лига – 2014/15
След спечелването на трета поредна титла шампионите от Разград започват от втория предварителен кръг на Шампионска лига. Лудогорец се изправя срещу люксембургския шампион Ф91 Дюделанж. Първата среща е на 16 юли 2014 г. на „Лудогорец Арена“, където домакините убедително надделяват с 4:0. В срещата реванш на 22 юли 2014 г. българският отбор прави малко колебливото 1:1, но продължава напред, където го очаква отново сръбският Партизан Белград. В първата среща, изиграна в Разград на 30 юли 2014 г., Лудогорец доминира, но след доста пропуски завършва 0:0. През това време в Лудогорец настава треньорска рокада и Стойчо Стоев е заменен от дългогодишния помощник Георги Дерменджиев. Втората среща се играе на 7 август 2014 г. на известния стадион „ЮНА“ в Белград. От самото начало на мача българският отбор владее играта и за няколко минути Марселиньо вкарва 2 гола във вратата на западните ни съседи, но след малки грешки за същия период от време Партизан връща два гола и това оформя крайният резултат 2:2, който е достатъчен на Лудогорец да продължи напред.
На последния праг на Шампионска лига „орлите“ попадат в урната на непоставените отбори и е определен за съперник Стяуа Букурещ. Първата среща е на 19 август 2014 г. на стадион Национал Арена. Мачът се играе пред 37 000 души, 2500 от които фенове на Лудогорец. Играта е доста напрегната и навързана. Стяуа притежава повече топката и има повече положения. Когато мачът е към края си и клони към равенство, малшанс в 88-ата минута извежда румънският гранд напред. Срещата завършва 1:0 в полза на Стяуа. Реваншът е насрочен за 27 август 2014 г. на националния стадион Васил Левски. Изиграва се един драматичен двубой с много пропуски на Лудогорец. Почти както в първата среща домакините побеждават с 1:0 в самия край, когато Вандерсон вкарва победния гол в последната минута на редовното време и довежда мача до продължения. Кулминационният момент настъпва в 119-а минута, когато вратарят Владислав Стоянов получава червен картон за нарушение срещу откъсващия се Варела. Лудогорец няма повече право на смяна, тъй като е извършил трите позволени и на вратата застава защитникът Космин Моци. Мачът свършва и започва изпълнението на дузпи. Моци застава пръв зад точката и извежда Лудогорец напред. Със своите две спасявания той се превръща в герой за тима и записва златната страница в историята не само на разградския тим, а и на българския футбол. Мачът завършва 1:0 и 6:5 след дузпи.
В дебютния си мач в групите на Шампионската лига орлите от Разград играят с петкратния носител на трофея Ливърпул на митичния „Анфийлд“. Ливърпул на Стивън Джерард, Марио Балотели и редица други велики футболисти изпитва трудности срещу българския шампион, като до 82-рата минута не успява да отбележи, а преди това Лудогорец уцелва гредата. Така се стига до заключителните минути, когато мърсисайдци откриват резултата, но Дани Абало изравнява. Мачът върви към реми, но радостта приключва, след като съдията отсъжда явна дузпа за Ливърпул. Зад топката застава капитанът Джерард, който безпроблемно реализира от бялата точка секунди преди края и Ливърпул побеждава с 2:1.

Следващия мач на „орлите“ е срещу актуалния носител на трофея от Шампионската лига Реал Мадрид. Двубоят се играе на 1 октомври 2014 година, като 40 хиляди фенове са изпълнили до краен предел стадион Васил Левски. Мачът се развива по начин, който едва ли някой е очаквал, като в 7-ата минута Марселиньо открива резултата в полза на зелените. Четири минути по-късно обаче съдията Крейг Томпсън отсъжда 11-метров наказателен удар в полза на Реал след нарушение на Йордан Минев срещу Чичарито. Зад топката застава носителят на Златната топка Кристиано Роналдо, но вратарят Владислав Стоянов успява да отрази удара на португалеца. Десет минути по-късно съдията отсъжда втора дузпа, този път реализирана от Роналдо. Карим Бензема довежда мача до пълен обрат в 77-ата минута и европейският шампион печели с 2:1.
На 22 октомври 2014 г. Лудогорец приема познатия противник Базел, от който е отпаднал преди 2 години след 2 загуби в предварителните кръгове на същия турнир. Този път обаче разградският отбор тотално надиграва швейцарския шампион, който играе повече от 70 минути с човек по-малко след като Серей Дие се сблъсква с Козмин Моци, стъпва върху крака му и е изгонен с директен червен картон от съдията Дениз Айтекин. Йордан Минев отбелязва победния гол във втората минута на добавеното време на мача. Той стреля от около 20 метра, топката тупва коварно, излъгва вратаря Томаш Вацлик и влиза във вратата му. Така Лудогорец постига първата историческа победа на български отбор в груповата фаза на Шампионската лига.
Четвъртият мач на Лудогорец в групата бе гостуването на Базел. В него момчетата на Георги Дерменджиев записват тежка загуба с 0:4. Следва нов силен мач на шампионите. На „Васил Левски“ идва великият Ливърпул. Дани Абало вкарва ранен гол, но „мърсисайдци“ стигат до пълен обрат. В последните минути Георги Терзиев носи равенството 2:2.
Последният мач на „орлите“ в групата е гостуване на Реал в Мадрид. Шампионите се държат до момента, в който Марселиньо е изгонен. „Белият балет“ печели с 4:0, като оставя Лудогорец на последно място в групата.

### Провалът в ШЛ – 2015/16
Във втория квалификационен кръг на ШЛ за сезон 2015/16 отборът от Разград се изправя срещу непретенциозния молдовски отбор Милсами. В първия мач молдовците поднасят сензация, като побеждават орлите с 1:0 на техния Лудогорец Арена. В ответния мач в Орхей, Лудогорец започва по-добре срещата и след 25 минути успява да изравни общия резултат след гол на Вандерсон. В следващата атака обаче домакините изравняват резултата, а впоследствие с 10 души успяват да стигнат до пълен обрат. Така Лудогорец записа най-срамната си страница в ЕКТ.

### Завръщане в турнира на богатите – 2016/17
Жребият за втория квалификационен кръг този сезон определя орлите да мерят сили с черногорския шампион Младост Подгорица. Зелените отстраняват този съперник безпроблемно след две победи с по 2:0 и 3:0. В третия кръг Лудогорец се изправя срещу сръбския гранд Цървена звезда и след 2:2 в Разград, отборът успява да елиминира звездашите, след като пред 50 хиляди навиячи, насред Белград, ги побеждава с 4:2 след продължения. В плейофа за групите на ШЛ разградчани надиграват чешкия първенец Виктория Пилзен като първия мач на стадион „Васил Левски“ завършва 2:0 за домакините, а в реванша на Дусан арена орлите достигат до равенство 2:2, което е достатъчно да станат първият български тим с подобно постижение – повторно участие в Шампионската лига. На жребия в Монако Лудогорец попада в група с френския шампион Пари Сен Жермен, Арсенал и старите познайници от Базел.
Първият мач от групите, игран на 13 септември на Санкт Якоб Парк, е срещу познатия Базел. Мачът завършва 1:1, след като бразилската перла Джонатан Кафу открива резултата в 45-ата минута на двубоя, но в 79-ата Ренато Щефен изравнява след грешка на вратаря Владислав Стоянов, който боксира топката право в краката му и той безпроблемно реализира в празната врата на орлите. Така Лудогорец става първият български отбор, който взема точки на чужд терен в групите на Шампионската лига.
На 28 септември Лудогорец посреща Пари Сен Жермен на Националния стадион „Васил Левски“ в София, като гостите печелят с 3:1. Единственият гол за Лудогорец вкарва Натанаел в 15-а минута от пряк свободен удар. В началото на второто полувреме Лудогорец получава възможността да изравни резултата при 1:2. Козмин Моци застава зад бялата точка, но ударът му бе спасен от Алфонс Ареола и в ответната атака парижани стигат до крайния резултат.
Третият мач на Лудогорец е гостуване срещу Арсенал. Артилеристите печелят с 6:0, като това е най-голямата загуба на тима в европейските турнири и една от най-големите загуби на български тим на евротурнирите.
Четвъртият мач, игран на 1 ноември, е домакинство на Арсенал. До петнайсетата минута на двубоя Лудогорец, противно на всякакви очаквания, води с 2:0. Артилеристите изравняват в 20-ата и в 42-рата минута. В 87-ата минута Месут Йозил бележи за крайното 2:3.
Петият мач игран на 23 ноември е домакинство срещу Базел, което завършва с нулево реми, но заради гола на чужд терен зелените изместват Базел от 3-тото място, което позволява участие в елиминациите на Лига Европа.
Шестият мач, игран на 6 декември, е гостуване на Пари Сен Жермен. Върджил Мисиджан открива резултата в 15-ата минута с глава. Парижани обаче изравняват в 60-ата минута със задна ножица на Единсон Кавани. Лудогорец повежда отново в 69-ата минута с 2:1. В първата минута на добавеното време ПСЖ успява да изравни с гол на Анхел Ди Мария. Така Лудогорец става първият български отбор, излязъл от групите на Шампионската лига като трети, с 3 точки от 3 равенства и 3 загуби.

### Участие в Лига Европа – 2017/18
Походът на орлите в евротурнирите през този сезон започва с мач от втория квалификационен кръг на Шампионската лига срещу отбора на Жалгирис. Първият мач се играе на 12 юли 2017 г. във Вилнюс и завършва 2:1 в полза на литовците. Втората среща се играе пред над 5 000 зрители в Разград като завършва 4:1 за Лудогорец. В следващата фаза Зелените се изправят срещу Апо̀ел Беер Шева. В Израел разградчани губят срещата с 0:2, след като изпускат много изгодни положения пред противниковата врата. Реванша в България домакините постигат победа с 3:1, но заради правилото за гол на чужд терен разградчани отпадат от квалификациите на Шампионската лига.
В плейофната фаза на Лига Европа, Лудогорец, с новия си треньор Димитър Димитров – Херо успява да елиминира литовския шампион Судува след 2:0 в Разград и 0:0 в Литва.
По този начин Лудогорец се класира в груповата фаза във втория по сила европейски турнир с отборите на Истанбул Башакшехир, Хофенхайм и Спортинг Брага. Орлите завършват на второ място в групата си с актив от 9 точки – една повече от турския отбор, който заема трето място и с една по-малко от първенците в групата Спортинг Брага.
Груповата фаза започва с гостуване на Истанбул Башакшехир, където българския шампион взима заслужена точка с нулево равенство.
Във втория сблъсък Лудогорец посреща много добре представящият се последно време Хофенхайм в София. Срещата започва ужасно, като Лудогорец допуска гол във втората минута от Кадерабек. В началото на второто полувреме обаче Светослав Дяков изравнява резултата, а в 72 минута Джоди Лукоки прави пълен обрат и Лудогорец взима първа победа в групата.
Третия сблъсък е гостуване на португалския Брага, където Лудогорец постига историческа първа българска победа над португалски отбор навън, побеждавайки Брага с 0:2 и става първи в групата.
Домакинството на Брага в четвъртия кръг приключва с ново равенство, този път 1:1, като Лудогорец удържа първата позиция.
Петия мач за българския шампион не се оказва печеливш, след като той губи с 1:2 у дома и губи първото място.
Последния кръг изправя Лудогорец в тежко гостуване на последния Хофенхайм, където Лудогорец се нуждае от точка, за да премине групата. Тимът успява да я постигне след изравнителния гол на Вандерсон, оформящ крайното 1:1.
В 1/16 фаза на турнира разградчани се изправят срещу италианския гранд Милан. В България Лудогорец губи тежко с 0:3 от росонерите, а на реванша на италианска земя българите губят с минималното 0:1. В последните години тимът записа знакови отстранявания на Олимпиакос в квалфикациите на Шампионската лига, а през 2022 година в мач от груповата фаза на УЕФА Лига Европа победи с 2:1 носителя на трофея на Лигата на Конференциите за 2022 и финалист в Лига Европа през 2023 година – Рома, налагайки се и над ХИК Хелзинки и играейки като равен с равен с Бетис, за да стигне до 1/16 финалите в Лига на Конференциите през 2023 година отстъпвайки на Андерлехт с дузпи.

## Талисман
Талисман на отбора е орлицата Фортуна. „Лудогорец“ е един от трите отбора в света, които имат за талисман живо животно – другите два са португалския „Бенфика“ и италианския „Лацио“, които също имат живи орли за талисмани. На „Бенфика“ орлицата носи името Витория, а на „Лацио“ – Олимпия.
Идеята „Лудогорец“ да се сдобие с жив талисман се ражда по време на среща между собствениците на „Лацио“ и българския тим Клаудио Лотито и Кирил Домусчиев. Римският тим съдейства на Лудогорец да получи орела, който направи дебютния си полет на българска земя минути преди мача с Валенсия на стадион „Васил Левски“. 

## Стадион
Лудогорец разполага с един от най-модерните стадиони в България – „Хювефарма арена“ (наименуван така през 2020 година), разположен в град Разград.
Стадионът, построен през 50-те години на ХХ век, е реконструиран през лятото на 2011 г., като след всички реконструкции притежава стандартът на УЕФА за „Клас 4“.

## Благотворителност
Първият благотворителен мач на „Лудогорец“, след влизането му в А ПФГ е в Разград на 21 юли 2012 г. срещу Витоша (Бистрица). Срещата завърша при резултат 6 – 6 като по четири гола вкарват Кирил Домусчиев за „Лудогорец“ и Бойко Борисов за „Витоша“. Приходите от срещата са за детско-юношеската школа на „Лудогорец“. След като отборът влиза в групите на Лига Европа ръководството на клуба обявява, че 20% от парите, събрани от билети в домакинските мачове на Лудогорец, ще се дарят на клиниката по неонатология към МБАЛ Надежда в София.
Наименования:
- Лудогорец (1945 – 1947)
- Антибиотик – Лудогорец (1997 – 2001)
- Лудогорец 2003 (2003 – 2005)
- Лудогорие (18 юни 2001 – 2002)
- Разград 2000 (2002 – 25 юли 2010)
- Лудогорец 1945 (от 25 юли 2010)

Известни играчи в историята на Лудогорец (1945 – 2010)
- Захари Минчев
- Диян Ангелов
- Рафи Рафиев
- Атанас Голешевски
- Демир Демирев
- Никола Рафаилов
- Станимир Йорданов
- Йордан Терзиев
- Станчо Цонев
- Димчо Данов
- Станчо Герджиков

## Екипировка и талисман
| Години      | Екип        | Спонсор                    |
| ----------- | ----------- | -------------------------- |
| 2006 – 2010 | Tommy Sport | Няма                       |
| 2010 – 2012 | Adidas      | Huvepharma                 |
| 2012 – 2014 | Adidas      | Navibulgar / Huvepharma    |
| 2014 – 2016 | Macron      | eCasino.bg                 |
| 2016 – 2017 | Macron      | bet365 / VIVACOM / Spetema |
| 2017 – 2018 | Umbro       | bet365 / VIVACOM / Spetema |
| 2018 – 2019 | Umbro       | efbet / Vivacom / Spetema  |
| 2019 – 2024 | Nike        | efbet / Vivacom / Spetema  |
| 2024 –      | Jako        | efbet / Vivacom / Spetema  |

От 2014 г. Лудогорец има талисман – женският орел Фортуна, който е подарък от италианския Лацио.

## Успехи
А група/Първа лига/efbet Лига
- Шампион (14 пъти) – 2011/12, 2012/13, 2013/14, 2014/15, 2015/16, 2016/17, 2017/18, 2018/19, 2019/20, 2020/21, 2021/22, 2022/23, 2023/24, 2024/25

Б група
- 6 място (1 път) – 1999 г.
- Първенец (1 път) – 2010/11

Купа на България
- Носител (4 пъти) – 2011/12, 2013/14, 2022/23, 2024/25

Купа на Съветската армия
- Полуфиналист (1 път) – 1984

Суперкупа на България
- Носител (рекорд за България) (8 пъти) – 2012, 2014, 2018, 2019, 2021, 2022, 2023, 2024

Лига Европа
- 1/8-финалист (1 път) – 2013/14
- 1/16-финалист (3 пъти) –  2016/17,  2017/18,  2019/20

Лига на Конференциите
- 1/16-финалист (2 пъти) – 2022/23, 2023/24

Шампионска лига
- Трето място в групова фаза (1 път) – 2016/17
- Две участия в групова фаза  (2 пъти) –  2014/15,  2016/17

В Европейските турнири Лудогорец има пет участия в елиминационната пролетна фаза на европейските клубни турнири, а до края на сезон 2022/23 записва общо 129 мача (от сезон 2012 – 2013) в европейските клубни турнири в своята история. По този показател ПФК Лудогорец, се нарежда на 3-то място във вечната ранглиста от българските футболни клубове както по шампионски титли на България с 14 титли, като третият най-успешен отбор в българското футболно първенство след ЦСКА София (31) и Левски София (26), и изпреварвайки най-стария столичен клуб Славия София, който е 4-ти във вечната ранглиста със 7 шампионски титли на България, така и по брой мачове в Европейските турнири под егидата на УЕФА (третият такъв с над 100 мача в евротурнирите след ЦСКА София и Левски София), изпреварвайки друг от грандовете на българския футбол Литекс Ловеч (74 мача в европейските турнири).

## Настоящ състав
Към 2 август 2025 г.

## Ръководство и треньорски щаб
- Собственик:  Кирил Домусчиев
- Собственик:  Георги Домусчиев
- Президент:  Александър Александров
- Председател на борда на директорите:  Теменуга Газдова
- Изпълнителен директор:  Ангел Петричев
- Спортен директор:  Георги Карамаджуков
- Технически директор:   Козмин Моци
- Мениджър трансфери:  Димитър Божкилов
- Директор ДЮА:  Радослав Комитов
- ДЮА:  Валентин Станчев
- Маркетинг директор:  Анна Пенчева
- Главен счетоводител:  Ради Уручев
- Счетоводител:  Марина Христова
- Стадион и клубна база:  Лъчезар Тренчев
- Връзки с обществеността:  Владислав Трифонов
- Фен магазин / Продажби:  Преслава Радкова

### Селекционен съвет
- Димитър Божкилов
- Яков Папарков
- Иван Цветков
- Ивайло Димитров

### Треньорски щаб
- Руи Мота – старши треньор
- Андре Сантос Фрейшейро – помощник-треньор
- Луис Филипе Барбоса – помощник-треньор
- Бруно Фрейтас – треньор на вратарите
- Здравко Здравков – треньор на вратарите
- Михайло Шейкероски – кондиционен треньор
- Димитър Стойков – анализатор "спортни науки"
- Марин Славчев – анализатор
- Руи Соуса – анализатор
- Карло Рейнхолц – кондиционен треньор
- Хавиер Лаурена – кондиционен треньор
- Боряна Разсолкова – спортен психолог
- Николай Кирчев – тим мениджър
- Пламен Йорданов – администратор
- д-р Валентин Великов – доктор
- Юлиян Мирча – физиотерапевт
- Енчо Златанов – физиотерапевт
- Слави Иванов – масажист
- Йордан Стоянов – масажист
- Габриел Никулеску – кинезитерапевт
- Али Али – домакин
- Сейхан Ахмед – домакин
- Стела Симеонова – преводач
- Денислав Манолов – преводач
- Филип Радоев – видеооператор

## Съперничества
Най-големите съперници на зелените в българското първенство са столичните грандове ЦСКА (София) и Левски (София). Трите отбора са най-успешните в историята на българското първенство. ЦСКА имат спечелени 31 титли, Левски имат спечелени 26 титли, а Лудогорец имат 14 спечелени титли. Дербитата между зелените и софийските отбори датират от сезон 2011/12, когато разградчани влизат в „А група“ и още през същия сезон стават шампиони. В турнира за Купата на България, Левски имат 26 титли, ЦСКА са спечелили 21 титли, а зелените са триумфирали 4 пъти с трофея. По отношение на турнира за Суперкупата на България, Лудогорец имат 8 титли, ЦСКА имат 4 титли, а Левски са спечелили 3 титли.

## Участия в ЕКТ
Шампионска лига, Лига Европа и Лига на конференциите
Последна актуализация: 7 август 2025
| Състезание            | Играни | Победи | Равенства | Загуби | ОГ  | ДГ  | ГР  |
| --------------------- | ------ | ------ | --------- | ------ | --- | --- | --- |
| Шампионска лига       | 75     | 28     | 18        | 29     | 119 | 105 | +14 |
| Лига Европа           | 71     | 23     | 21        | 27     | 96  | 91  | +5  |
| Лига на конференциите | 10     | 5      | 1         | 4      | 10  | 14  | -4  |
| ОБЩО                  | 156    | 56     | 40        | 60     | 225 | 210 | +15 |

ОГ = Отбелязани голове, ДГ = Допуснати голове
 #Q = #Квалфикации, #PO = #Плейофи, #G = #Групова фаза, #R = #Кръг, #LE (League phase) = Основна фаза (по новия формат на ЕКТ, въведен през 2024 г.)
До сезон 2023/24 включително:     Ако отбора завърши на 1-во или 2-ро място в груповата фаза на турнир, тогава играе в елиминационните кръгове. Ако завърши на 3-то място в групата, играе в елиминационния кръг на по-слабия турнир (от ШЛ в ЛЕ; от ЛЕ в ЛК; от ЛК отпада от турнирите). В случай, че завърши на 4-то място в групата, отбора отпада от турнирите.
След сезон 2023/24:     Правилата за квалификациите в турнирите се запазват. В същинската фаза на турнирите обаче е премахната груповата фаза, като тя е заменена от т.н. Основна фаза, състояща се от 36 отбора. След изиграване на определения брой мачове за тази фаза (ШЛ и ЛЕ- 8; ЛК - 6) първите 8 отбора продължават директно към 1/8-финалите на турнирите, докато отборите от 9-то до 24-то място включително играят плейоф за влизане в 1/8-финалната фаза. Премахнато е прехвърлянето в по-слабия турнир в случай на отпадане в Основната фаза.
| Сезон   | Състезание            | Кръг | Страна | Отбор                 | Домакин | Гост | Общ резултат | Продължава/ отпада |
| ------- | --------------------- | ---- | ------ | --------------------- | ------- | ---- | ------------ | ------------------ |
| 2012/13 | Шампионска лига       | 2Q   |        | Динамо Загреб         | 1:1     | 2:3  | 3:4          |                    |
| 2013/14 | Шампионска лига       | 2Q   |        | Слован Братислава     | 3:0     | 1:2  | 4:2          |                    |
|         |                       | 3Q   |        | Партизан              | 2:1     | 1:0  | 3:1          |                    |
|         |                       | PO   |        | Базел                 | 2:4     | 0:2  | 2:6          |                    |
|         | Лига Европа           | B    |        | ПСВ Айндховен         | 2:0     | 2:0  | N/A          | 1-ви               |
|         |                       | B    |        | Динамо (Загреб)       | 3:0     | 2:1  | N/A          | 1-ви               |
|         |                       | B    |        | Черноморец Одеса      | 1:1     | 1:0  | N/A          | 1-ви               |
|         |                       | R32  |        | Лацио                 | 3:3     | 1:0  | 4:3          |                    |
|         |                       | R16  |        | Валенсия              | 0:3     | 0:1  | 0:4          |                    |
| 2014/15 | Шампионска лига       | 2Q   |        | Дюделанж              | 4:0     | 1:1  | 5:1          |                    |
|         |                       | 3Q   |        | Партизан Белград      | 0:0     | 2:2  | 2:2          |                    |
|         |                       | PO   |        | Стяуа Букурещ         | 1:0     | 0:1  | 1:1 (6:5 д.) |                    |
|         |                       | B    |        | Реал Мадрид           | 1:2     | 0:4  | N/A          | 4-ти               |
|         |                       | B    |        | Базел                 | 1:0     | 0:4  | N/A          | 4-ти               |
|         |                       | B    |        | Ливърпул              | 2:2     | 1:2  | N/A          | 4-ти               |
| 2015/16 | Шампионска лига       | 2Q   |        | Милсами Орхей         | 0:1     | 1:2  | 1:3          |                    |
| 2016/17 | Шампионска лига       | 2Q   |        | Младост Подгорица     | 2:0     | 3:0  | 5:0          |                    |
|         |                       | 3Q   |        | Цървена звезда        | 2:2     | 4:2  | 6:4          |                    |
|         |                       | PO   |        | Виктория Пилзен       | 2:0     | 2:2  | 4:2          |                    |
|         |                       | A    |        | Пари Сен Жермен       | 1:3     | 2:2  | N/A          | 3-ти               |
|         |                       | А    |        | Арсенал               | 2:3     | 0:6  | N/A          | 3-ти               |
|         |                       | А    |        | Базел                 | 0:0     | 1:1  | N/A          | 3-ти               |
|         | Лига Европа           | R32  |        | Копенхаген            | 1:2     | 0:0  | 1:2          |                    |
| 2017/18 | Шампионска лига       | 2Q   |        | Жалгирис              | 4:1     | 1:2  | 5:3          |                    |
|         |                       | 3Q   |        | Апоел Беер Шева       | 3:1     | 0:2  | 3:3 (a)      |                    |
|         | Лига Европа           | PO   |        | Судува                | 2:0     | 0:0  | 2:0          |                    |
|         |                       | С    |        | Брага                 | 1:1     | 2:0  | N/A          | 2-ри               |
|         |                       | С    |        | Хофенхайм             | 2:1     | 1:1  | N/A          | 2-ри               |
|         |                       | С    |        | Истанбул Башакшехир   | 1:2     | 0:0  | N/A          | 2-ри               |
|         |                       | R32  |        | Милан                 | 0:3     | 0:1  | 0:4          |                    |
| 2018/19 | Шампионска лига       | 1Q   |        | Крусейдърс            | 7:0     | 2:0  | 9:0          |                    |
|         |                       | 2Q   |        | МОЛ Види              | 0:0     | 0:1  | 0:1          |                    |
|         | Лига Европа           | 3Q   |        | Зрински Мостар        | 1:0     | 1:1  | 2:1          |                    |
|         |                       | PO   |        | Торпедо Кутаиси       | 4:0     | 1:0  | 5:0          |                    |
|         |                       | A    |        | Байер Леверкузен      | 2:3     | 1:1  | N/A          | 4-ти               |
|         |                       | A    |        | Цюрих                 | 1:1     | 0:1  | N/A          | 4-ти               |
|         |                       | A    |        | АЕК Ларнака           | 0:0     | 1:1  | N/A          | 4-ти               |
| 2019/20 | Шампионска лига       | 1Q   |        | Ференцварош           | 2:3     | 1:2  | 3:5          |                    |
|         | Лига Европа           | 2Q   |        | Валур                 | 4:0     | 1:1  | 5:1          |                    |
|         |                       | 3Q   |        | Дъ Ню Сейнтс          | 5:0     | 4:0  | 9:0          |                    |
|         |                       | PO   |        | Марибор               | 0:0     | 2:2  | 2:2 (a)      |                    |
|         |                       | Н    |        | ЦСКА Москва           | 5:1     | 1:1  | N/A          | 2-ри               |
|         |                       | Н    |        | Еспаньол              | 0:1     | 0:6  | N/A          | 2-ри               |
|         |                       | Н    |        | Ференцварош           | 1:1     | 3:0  | N/A          | 2-ри               |
|         |                       | R32  |        | Интер                 | 0:2     | 1:2  | 1:4          |                    |
| 2020/21 | Шампионска лига       | 1Q   |        | Будучност (Подгорица) | 3:1     | –    | 3:1          |                    |
|         |                       | 2Q   |        | Мидтиланд             | –       | 0:1  | 0:1          |                    |
|         | Лига Европа           | PO   |        | Динамо (Брест)        | 2:0     | –    | 2:0          |                    |
|         |                       | J    |        | Тотнъм Хотспър        | 1:3     | 0:4  | N/A          | 4-ти               |
|         |                       | J    |        | ЛАСК Линц             | 1:3     | 3:4  | N/A          | 4-ти               |
|         |                       | J    |        | Антверп               | 1:2     | 1:3  | N/A          | 4-ти               |
| 2021/22 | Шампионска лига       | 1Q   |        | Шахтьор (Солигорск)   | 1:0     | 1:0  | 2:0          |                    |
|         |                       | 2Q   |        | Мура                  | 0:0     | 3:1  | 3:1          |                    |
|         |                       | 3Q   |        | Олимпиакос            | 1:1     | 2:2  | 3:3 (4:1 д.) |                    |
|         |                       | PO   |        | Малмьо                | 0:2     | 2:1  | 2:3          |                    |
|         | Лига Европа           | F    |        | Мидтиланд             | 1:1     | 0:0  | N/A          | 4-ти               |
|         |                       | F    |        | Цървена звезда        | 0:1     | 0:1  | N/A          | 4-ти               |
|         |                       | F    |        | Брага                 | 0:1     | 2:4  | N/A          | 4-ти               |
| 2022/23 | Шампионска лига       | 1Q   |        | Сутиеска              | 2:0     | 1:0  | 3:0          |                    |
|         |                       | 2Q   |        | Шамрок Роувърс        | 3:0     | 1:2  | 4:2          |                    |
|         |                       | 3Q   |        | Динамо (Загреб)       | 1:2     | 2:4  | 3:6          |                    |
|         | Лига Европа           | PO   |        | Жалгирис              | 1:0     | 3:3  | 4:3          |                    |
|         |                       | С    |        | Рома                  | 2:1     | 1:3  | N/A          | 3-ти               |
|         |                       | С    |        | Реал Бетис            | 2:3     | 0:1  | N/A          | 3-ти               |
|         |                       | С    |        | ХИК                   | 1:1     | 2:0  | N/A          | 3-ти               |
|         | Лига на конференциите | R32  |        | Андерлехт             | 1:0     | 1:2  | 2:2 (0:3 д.) |                    |
| 2023/24 | Шампионска лига       | 1Q   |        | Балкани               | 0:2     | 4:0  | 4:2          |                    |
|         |                       | 2Q   |        | Олимпия Любляна       | 1:1     | 1:2  | 2:3          |                    |
|         | Лига Европа           | 3Q   |        | Астана                | 1:2     | 5:1  | 6:3          |                    |
|         |                       | PO   |        | Аякс                  | 1:4     | 1:0  | 2:4          |                    |
|         | Лига на Конференциите | H    |        | Фенербахче            | 1:3     | 2:0  | N/A          | 2-ри               |
|         |                       | H    |        | Спартак Търнава       | 4:0     | 2:1  | N/A          | 2-ри               |
|         |                       | H    |        | Норшелан              | 1:7     | 1:0  | N/A          | 2-ри               |
|         |                       | R32  |        | Сервет                | 0:0     | 0:1  | 0:1          |                    |
| 2024/25 | Шампионска лига       | 1Q   |        | Динамо Батуми         | 3:1     | 0:1  | 3:2          |                    |
|         |                       | 2Q   |        | Динамо Минск          | 2:0     | 0:1  | 2:1          |                    |
|         |                       | 3Q   |        | Карабах               | 2:1     | 2:7  | 4:8          |                    |
|         | Лига Европа           | PO   |        | Петрокуб              | 4:0     | 2:1  | 6:1          |                    |
|         |                       | LE   |        | Славия Прага          | 0:2     | –    | N/A          | 33-ти              |
|         |                       | LE   |        | Виктория Пилзен       | –       | 0:0  | N/A          | 33-ти              |
|         |                       | LE   |        | Андерлехт             | –       | 0:2  | N/A          | 33-ти              |
|         |                       | LE   |        | Атлетик Билбао        | 1:2     | –    | N/A          | 33-ти              |
|         |                       | LE   |        | Лацио                 | –       | 0:0  | N/A          | 33-ти              |
|         |                       | LE   |        | АЗ Алкмаар            | 2:2     | –    | N/A          | 33-ти              |
|         |                       | LE   |        | Мидтиланд             | 0:2     | –    | N/A          | 33-ти              |
|         |                       | LE   |        | Олимпик Лион          | –       | 1:1  | N/A          | 33-ти              |
| 2025/26 | Шампионска лига       | 1Q   |        | Динамо Минск          | 1:0     | 2:2  | 3:2          |                    |
|         |                       | 2Q   |        | Риека                 | 0:0     | 3:1  | 3:1          |                    |
|         |                       | 3Q   |        | Ференцварош           | 0:0     | 0:3  | 0:3          |                    |
|         | Лига Европа           | PO   |        | Шкендия               |         |      |              |                    |

## Последните 16 сезона
| Сезон   | Група               | Място | М  | П  | Р  | З | Г.Р.  | Т  | Купа на България  | Суперкупа на България |
| ------- | ------------------- | ----- | -- | -- | -- | - | ----- | -- | ----------------- | --------------------- |
| 2009/10 | Североизточна В АФГ | 2     | 34 | 26 | 2  | 6 | 79:28 | 80 | не участва        | не участва            |
| 2010/11 | Източна Б ФГ        | 1     | 24 | 12 | 8  | 4 | 38:16 | 44 | 1/16 финал        | не участва            |
| 2011/12 | А ФГ                | 1     | 30 | 22 | 4  | 4 | 73:16 | 70 | носител на купата | не участва            |
| 2012/13 | А ФГ                | 1     | 30 | 22 | 6  | 2 | 58:13 | 72 | 1/16 финал        | носител на купата     |
| 2013/14 | А ФГ                | 1     | 38 | 25 | 9  | 4 | 74:20 | 84 | носител на купата | финалист              |
| 2014/15 | А ФГ                | 1     | 32 | 18 | 9  | 5 | 63:24 | 63 | 1/2 финал         | носител на купата     |
| 2015/16 | А ФГ                | 1     | 32 | 21 | 7  | 4 | 55:21 | 70 | 1/8 финал         | финалист              |
| 2016/17 | Първа лига          | 1     | 36 | 25 | 8  | 3 | 87:28 | 83 | финалист          | мачът не се провежда  |
| 2017/18 | Първа лига          | 1     | 36 | 27 | 7  | 2 | 91:22 | 88 | 1/4 финал         | финалист              |
| 2018/19 | Първа лига          | 1     | 36 | 23 | 10 | 3 | 67:19 | 79 | 1/4 финал         | носител на купата     |
| 2019/20 | efbet Лига          | 1     | 31 | 21 | 9  | 1 | 59:18 | 72 | 1/4 финал         | носител на купата     |
| 2020/21 | efbet Лига          | 1     | 31 | 22 | 4  | 5 | 69:29 | 70 | 1/2 финал         | финалист              |
| 2021/22 | efbet Лига          | 1     | 31 | 26 | 1  | 4 | 77:25 | 79 | 1/2 финал         | носител на купата     |
| 2022/23 | efbet Лига          | 1     | 35 | 26 | 7  | 2 | 81:27 | 85 | носител на купата | носител на купата     |
| 2023/24 | efbet Лига          | 1     | 35 | 26 | 4  | 5 | 87:24 | 82 | финалист          | носител на купата     |
| 2024/25 | efbet Лига          | 1     | 36 | 25 | 8  | 3 | 70:22 | 83 | носител на купата | носител на купата     |

## Рекорди
- На 15 октомври 2011 г. излизат на първо място в света за постигнати 8 поредни победи във временната класация на сайта betexplorer.com.[22]
- На 29 август 2014 излизат на второ място в ранглистата на УЕФА за сезон 2014 – 2015 в Европа.[23]
- За сезон 2011 – 2012 печелят приза за най-резултатно нападение в А ПФГ с отбелязани 73 гола .
- За сезон 2011 – 2012 печелят приза за най-добра защита в А ПФГ с допуснати 16 гола .
- За сезон 2013 – 2014 стават първия и единствен български отбор завършил като победител в групите на лига Европа, при това непобеден с 5 победи, едно равенство, 16 точки за един сезон и най-много вкарани – 11 и най-малко получени – 2 гола.[24]
- За сезон 2013 – 2014 в Европа 3 поредни победи в ЛЕ и то на два пъти. До този сезон Литекс беше единственият ни тим с две поредни победи в група на Лига Европа. С блестящия си старт – 2:0 с „ПСВ“, 3:0 с Динамо и 1:0 с Черноморец, лудогорци счупиха и този рекорд.[24]
- За сезон 2013 – 2014 в европейските клубни турнири Най-много победи като гост – 5. Лудогорец има 5 победи вкъщи и 4 навън. Успехите като гост са абсолютен рекорд. Разградчани биха навън Партизан (0:1), ПСВ (0:2), Черноморец (0:1), Динамо Загреб (1:2) и Лацио (0 – 1).[24]
- За сезон 2013 – 2014 в европейските клубни турнири Топ дебютант в надпреварата

За първи път в Лига Европа и въобще турнира на УЕФА групата печели отбор, който две години преди това за първи път е влязъл в местната елитна дивизия.
- За сезон 2013 – 2014 в европейските клубни турнири – най-много голове за един сезон – 24 – абсолютен рекорд на български отбор по отбелязани голове. До този момент Левски имаше 16 попадения през кампанията 2005/06, когато стигна до 1/4-финалите в турнира за Купата на УЕФА. Лудогорец има минимум още 2 мача в Европа.[24]
- За сезон 2013 – 2014 в европейските клубни турнири – най-много мачове за един сезон – 16 – абсолютен рекорд.[24]
- За сезон 2013 – 2014 в европейските клубни турнири– Голмайстор на групата – Безяк с 5 гола, като четири от тях вкарва в 4 последователни мача – абсолютен рекорд за България. Безяк след 1/16 финалите е втори реализатор в Лига Европа след като за първи път футболист на български тим вкара четири гола в групова фаза на турнира Лига Европа. Направи го таранът на разградчани Роман Безяк, който подобри постижението на Гара Дембеле (Левски) от две попадения.[24]
- Лудогорец стана и вторият български тим след ЦСКА, който побеждава два пъти в един сезон отбор, ставал европейски шампион, при това без допуснат гол – ПСВ Айндховен.[24]
- За сезон 2013 – 2014 в европейските клубни турнири– Спечелени пари от участие – 6 млн. евро. С влизането си в Шампионската лига Левски спечели преди време точно 4,8 милиона евро. Дотук Лудогорец си е гарантирал минимум 6 млн. евро като сумата може да расте още.[24]
- За сезон 2013 – 2014 в европейските клубни турнири– с 25 спасявания повежда класацията на вратарите в Лига Европа, Владислав Стоянов е обявен за първи (и единствен) български вратар (и футболист изобщо), получил място в идеалната единадесеторка в на групова фаза в Лига Европа (и в клубните турнири изобщо).[25]
- За 2014 г. заемат 24-то място в света в престижната класация на Международната федерация по футболна история и статистика.[26]

## Най-големи победи

### В РФГ
- 3 септември 2006 г. Разград 2000 – Спортист (ГТ) 5:0
- 1 април 2007 г. Разград 2000 – Септември (Тервел) 5:0
- 6 юни 2007 г. Черноломец – Разград 2000 1:5
- 7 май 2008 г. Разград 2000 – Панайот Хитов 5:1
- 31 май 2009 г. Разград 2000 – Ендже 9:1
- 27 септември 2009 г. Разград 2000 – Тополите 5:0
- 29 ноември 2009 г. Ендже – Разград 2000 0:8
- 12 май 2010 г. Разград 2000 – Скрита сила 5:0

### Б ПФГ
- 27 февруари 2011 г. ФК „Брестник“ – ПФК „Лудогорец“ 1:6
- 19 март 2011 г. ПФК „Лудогорец“ – ФК „Добруджа“ 6:0

### А ПФГ
Сезон 2011 – 2012
- 20 август 2011 г. ПФК „Лудогорец“ – ПФК „Видима-Раковски“ (Севлиево) 4:0
- 11 септември 2011 г. ПФК „Лудогорец“ – ПФК „Славия“ (София) 6:0
- 5 ноември 2011 г. ПФК „Лудогорец“ – ПФК „Локомотив“ (София) 4:0
- 10 март 2012 г. ПФК „Видима-Раковски“ (Севлиево) – ПФК „Лудогорец“ 0:5
- 18 март 2012 г. ПФК „Лудогорец“ – ПФК „Светкавица“ (Търговище) 5:0
- 18 април 2012 г. ПФК „Миньор“ (Перник)-отборът от Перник излиза с юношите – ПФК „Лудогорец“ 0:7

Сезон 2012 – 2013
- 29 септември 2012 г. ПФК „Локомотив“ (Пловдив) – ПФК „Лудогорец“ 2:5
- 7 май 2013 г. ПФК Етър (Велико Търново) – ПФК „Лудогорец“ 1:5

Сезон 2013 – 2014
- 22 септември 2013 г. ПФК „Лудогорец“ – ПФК „Нефтохимик“ (Бургас) 4:0
- 27 октомври 2013 г. ПФК „Лудогорец“ – ПФК „Любимец 2007“ 5:1
- 2 ноември 2013 г. ПФК „Лудогорец“ – ПФК „Славия“ (София) 4:0
- 15 декември 2013 г. ПФК „Лудогорец“ – ПФК „Локомотив“ (София) 4:0

Сезон 2014 – 2015
- 31 октомври 2014 г. ПФК „Марек“ (Дупница) – ПФК „Лудогорец“ 0:4
- 30 ноември 2014 г. ПФК „Лудогорец“ – ПФК „Локомотив“ (София) 5:1
- 5 декември 2014 г. ПФК „Берое“ – ПФК „Лудогорец“ 0:4
- 4 април 2015 г. ПФК „Лудогорец“ – ПФК ЦСКА 4:0

Сезон 2015 – 2016
- 27 ноември 2015 г. ПФК „Лудогорец“ – ПФК „Берое“ 5:0
- 16 май 2016 г. ПФК „Славия“ (София) – ПФК „Лудогорец“ 0:5

Сезон 2016 – 2017
- 23 септември 2016 г. ПФК „Верея“ (Стара Загора) – ПФК „Лудогорец“ 1:5
- 22 октомври 2016 г. ПФК „Лудогорец“ – „Локомотив“ (Горна Оряховица) 4:0
- 12 февруари 2017 г. „Монтана“ – ПФК „Лудогорец“ 0:4
- 24 февруари 2017 г. ПФК „Лудогорец“ – „Верея“ (Стара Загора) 4:0
- 12 март 2017 г. ПФК „Локомотив“ (ГО) – ПФК „Лудогорец“ 0:5
- 1 май 2017 г. ПФК „Лудогорец“ – ПФК „Черно море“ (Варна) 4:0

Сезон 2017 – 2018
- 20 август 2017 г. ПФК „Дунав“ (Русе) – ПФК „Лудогорец“ 0:5
- 18 март 2018 г. ПФК Етър (Велико Търново) – ПФК „Лудогорец“ 0:6
- 31 март 2018 г. ПФК „Лудогорец“ – „Верея“ (Стара Загора) 5:0
- 18 април 2018 г. ПФК „Лудогорец“ – ПФК „Берое“ (Стара Загора) 7:0

Сезон 2018 – 2019
- 29 септември 2018 г. ПФК „Лудогорец“ – ПФК „Черно море“ (Варна) 5:1
- 16 март 2019 г. ПФК „Лудогорец“ – ПФК „Септември“ (София) 6:0

Сезон 2019 – 2020
- 20.07.2019 г. ПФК Берое (Стара Загора)-ПФК Лудогорец 2:4
- 15.02.2020 г. ПФК Лудогорец – Ботев Враца 6:0
- 08.03.2020 г. ПФК Лудогорец – Дунав Русе 5:1
- 27.06.2020 Г. ПФК Лудогорец – ПФК Локомотив Пловдив 6:1

Сезон 2020 – 2021
- 15.02.2021 г. ПФК Лудогорец – ПФК Етър (Велико Търново) 6:0
- 07.03.2021 г. ПФК Берое – ПФК Лудогорец 1:4
- 22.04.2021 г. ПФК Лудогорец – ЦСКА 1948 4:0
- 15.05.2021 Г. ПФК Лудогорец – ПФК Арда 4:1

Сезон 2021 – 2022
- 21.08.2021 г. ПФК Лудогорец – ПФК Локомотив София 5:0
- 03.10.2021 г. ПФК Левски – ПФК Лудогорец 2:4
- 16.10.2021г. ПФК Лудогорец – Царско Село 4:0
- 02.12.2021 г. ПФК Лудогорец – ПФК Арда 4:1
- 05.12.2021 г. ПФК Локомотив София – ПФК Лудогорец 2:4
- 13.02.2022 г. ПФК Арда – ПФК Лудогорец 0:4
- 17.04.2022 г. ПФК Лудогорец – ПФК Славия 4:1
- 30.04.2022 г. ПФК Лудогорец – ПФК ЦСКА София 5:0

Сезон 2022 – 2023
- 04.09.2022 г. ПФК Лудогорец – ФК Хебър (Пазарджик) 6:0
- 08.04.2023 г. ПФК Лудогорец – ПОФК Ботев (Враца) 8:1

Сезон 2023 – 2024
- 22.07.2023 г. ПФК Лудогорец – СФК Етър (Велико Търново) 5:0
- 05.08.2023 г. ПОФК Ботев (Враца) – ПФК Лудогорец 0:5
- 27.08.2023 г. ПФК Лудогорец – Берое (Стара Загора) 5:0
- 16.03.2024 г. ПФК Лудогорец – Локомотив (София) 6:0
- 03.04.2024 г. ПФК Лудогорец – Левски (София) 5:1

Сезон 2024 – 2025
- 03.08.2024 г. ПФК Лудогорец – Арда (Кърджали) 5:1

### Купа на България
- 3 декември 2011 г. ПФК „Лудогорец“ – ПФК „Светкавица“ (Търговище) 5:1
- 18 март 2015 г. ПФК „Лудогорец“ – ПФК „Литекс“ (Ловеч) 5:0
- 23 септември 2015 г. ФК „Локомотив 1929“ (Мездра) – ПФК „Лудогорец“ 0:5
- 27 април 2017 г. ФК „Литекс“ (Ловеч) – ПФК „Лудогорец“ 0:7 в мач реванш от полуфинал (първи мач 4 – 0 за Лудогорец и общ резултат 11:0 – подобрение на национален рекорд за общ резултат в полуфинален мач за купата на България (бивш рекорд на Левски София за сезон 1971/72 срещу Марек-Дупница (7:0 и 3:0) и общ резултат 10:0 за Левски)
- 02.03.2022 г. ПФК Монтана – ПФК Лудогорец 0:5
- 31.10.2024 г. ФК Черноломец (Попово) – ПФК Лудогорец 0:6

### Приятелски срещи с български отбори
- 19 юни 2013 г. ПФК „Лудогорец“ – ФК „Асеновец“ (Асеновград) 8:0
- 21 юни 2013 г. ПФК „Лудогорец“ – ФК „Първомай“ (Първомай) 14:0
- 17 юни 2017 г. ПФК „Лудогорец“ – ФК „Евроколеж“ (Пловдив) 15:0
- 15 юни 2018 г. ПФК „Лудогорец“ – ФК „Марица“ (Пловдив) 11:0

### Шампионска лига
- 16 юли 2014 г. ПФК „Лудогорец“ – ФК „Дюделанж“ 91 4:0.
- 12 юли 2018 г. ПФК „Лудогорец“ – ФК „Крусейдърс“ 7:0
- 19 юли 2023 г. ПФК „Лудогорец“ – ФК „Балкани“ 4:0

### Лига Европа
- 3 октомври 2013 г. ПФК „Лудогорец“ – „Динамо“ (Загреб) 3:0
- 30 август 2018 г. ПФК „Лудогорец“ – „Торпедо“ (Кутаиси) 4:0
- 19 септември 2019 г. ПФК „Лудогорец“ – ПФК ЦСКА (Москва) 5:1
- 3 октомври 2019 г. „Ференцварош“ – ПФК Лудогорец 0:3
- 17 август 2023 г. ПФК „Лудогорец“ – ФК „Астана“ 5:1

### Лига на Конференциите
- 9 ноември 2023 г. ПФК Лудогорец – Фенербахче 2:0

### Международни приятелски срещи
- 22 февруари 2012 г. ПФК „Лудогорец“ – „Нистру“ (Отач, Молдова) 7:0
- 29 юли 2012 г. ПФК „Лудогорец“ – ВШГ „Сваровски“ (Ватенс, Австрия) 10:0
- 5 юли 2014 г. ПФК „Лудогорец“ – ФК ГАП Конас Кий (Уелс) 7:0.[28]

## Най-големи загуби

### В РФГ
- 13 май 2007 г. Добруджа – Разград 2000 5:0
- 26 август 2007 г. Разград 2000 – Добруджа 0:4
- 25 ноември 2007 г. Албена 97 (Оброчище) – Разград 2000 6:0
- 29 април 2009 г. Черноморец (Бяла) – Разград 2000 4:1
- 21 март 2010 г. Черноломец – Разград 2000 5:0

### А ПФГ
- 31 август 2013 г. ПФК „Черно море“ (Варна) – ПФК „Лудогорец“ – 3:1
- 20 октомври 2013 г. ПФК „Лудогорец“ – „Литекс“ (Ловеч) 2:4
- 23 май 2015 г. „Литекс“ (Ловеч) – ПФК „Лудогорец“ 4:2
- 8 август 2020 г. ПФК „Ботев“ (Враца) – ПФК „Лудогорец“ 3:1
- 12 май 2021 г. ПФК ЦСКА (София) – ПФК „Лудогорец“ 4:1
- 13 декември 2021 г. ПФК Лудогорец – ПФК Пирин (Благоевград) 3:5
- 19 май 2024 г. ПФК „Черно море“ (Варна) – ПФК „Лудогорец“ – 4:0

### Шампионска лига
- 21 август 2013 г. ПФК „Лудогорец“ – „Базел“ 2:4
- 4 ноември 2014 г. „Базел“ – ПФК „Лудогорец“ 4:0
- 9 декември 2014 г. „Реал“ (Мадрид) – ПФК „Лудогорец“ 4:0
- 19 октомври 2016 г. „Арсенал“ (Лондон) – ПФК „Лудогорец“ 6:0
- 13 август 2024 г. ПФК „Лудогорец“ – ФК Карабах 2:7

### Лига Европа
- 13 март 2014 г. ПФК Лудогорец – Валенсия 0:3

- 7 ноември 2019 г. Еспаньол – ПФК Лудогорец 6:0

### Лига на Конференциите
- 5 октомври 2023 г. Нордшеланд – ПФК Лудогорец 7:1
- 26 октомври 2023 г. Фенербахче – ПФК Лудогорец 3:1

### Международни приятелски срещи
- 1 февруари 2012 г. ПФК „Лудогорец“ – „Волин“ (Луцк) 2:6
- 4 февруари 2013 г. ПФК „Лудогорец“ – „Атлетико“ (Паранаенсе) 2:6.[29]

## Почетни листи

### А ФГ / Първа лига / efbet Лига
| №  | Име              | Мачове |
| -- | ---------------- | ------ |
| 1  | Светослав Дяков  | 249    |
| 2  | Марселиньо       | 237    |
| 3  | Козмин Моци      | 192    |
| 4  | Вандерсон        | 180    |
| 5  | Клаудиу Кешерю   | 168    |
| 6  | Георги Терзиев   | 162    |
| 7  | Сисиньо          | 159    |
| 8  | Абел Анисе       | 148    |
| 9  | Върджил Мисиджан | 132    |
| 10 | Жуниньо Кишада   | 132    |

| №  | Име              | Голове |
| -- | ---------------- | ------ |
| 1  | Клаудиу Кешерю   | 113    |
| 2  | Марселиньо       | 77     |
| 3  | Вандерсон        | 52     |
| 4  | Върджил Мисиджан | 35     |
| 5  | Жуниньо Кишада   | 34     |
| 6  | Бернард Текпетей | 30     |
| 7  | Кирил Десподов   | 27     |
| 8  | Козмин Моци      | 26     |
| 9  | Иван Стоянов     | 25     |
| 10 | Руан Крус        | 24     |

| №  | Име              | Асист. |
| -- | ---------------- | ------ |
| 1  | Марселиньо       | 68     |
| 2  | Вандерсон        | 54     |
| 3  | Клаудиу Кешерю   | 32     |
| 4  | Кирил Десподов   | 39     |
| 5  | Бернард Текпетей | 27     |
| 6  | Върджил Мисиджан | 26     |
| 7  | Рик Джонатан     | 20     |
| 8  | Иван Стоянов     | 19     |
| 9  | Жуниньо Кишада   | 19     |
| 10 | Джоди Лукоки     | 19     |

### Европейски клубни турнири

#### Шампионска лига, Лига Европа и Лига на Конференциите
| №  | Име              | Мачове |
| -- | ---------------- | ------ |
| 1  | Козмин Моци      | 81     |
| 2  | Марселиньо       | 80     |
| 3  | Светослав Дяков  | 78     |
| 4  | Вандерсон        | 70     |
| 5  | Антон Недялков   | 68     |
| 6  | Сисиньо          | 65     |
| 7  | Оливие Вердон    | 61     |
| 8  | Клаудиу Кешерю   | 57     |
| 9  | Абел Анисе       | 53     |
| 10 | Бернард Текпетей | 53     |

| №  | Име              | Голове |
| -- | ---------------- | ------ |
| 1  | Клаудиу Кешерю   | 16     |
| 2  | Марселиньо       | 15     |
| 3  | Вандерсон        | 14     |
| 4  | Джоди Лукоки     | 10     |
| 5  | Якуб Швиерчок    | 10     |
| 6  | Кирил Десподов   | 9      |
| 7  | Роман Безяк      | 8      |
| 8  | Бернард Текпетей | 7      |
| 9  | Върджил Мисиджан | 7      |
| 10 | Якуб Пьотровски  | 6      |

| №  | Име              | Асист. |
| -- | ---------------- | ------ |
| 1  | Марселиньо       | 18     |
| 2  | Вандерсон        | 16     |
| 3  | Клаудиу Кешерю   | 7      |
| 4  | Каули            | 7      |
| 5  | Мавис Чибота     | 7      |
| 6  | Кирил Десподов   | 6      |
| 7  | Бернард Текпетей | 6      |
| 8  | Рик Джонатан     | 6      |
| 9  | Антон Недялков   | 6      |
| 10 | Жуниор Кайсара   | 6      |

### Купа на България
| №  | Име              | Мачове |
| -- | ---------------- | ------ |
| 1  | Георги Терзиев   | 32     |
| 2  | Марселиньо       | 26     |
| 3  | Жуниньо Кишада   | 22     |
| 4  | Абел Анисе       | 21     |
| 5  | Вандерсон        | 20     |
| 6  | Светослав Дяков  | 20     |
| 7  | Козмин Моци      | 19     |
| 8  | Върджил Мисиджан | 19     |
| 9  | Сисиньо          | 16     |
| 10 | Фабио Ешпиньо    | 15     |

| №  | Име              | Голове |
| -- | ---------------- | ------ |
| 1  | Клаудиу Кешерю   | 9      |
| 2  | Кайо Видал       | 7      |
| 3  | Марселиньо       | 6      |
| 4  | Върджил Мисиджан | 6      |
| 5  | Матиас Тисера    | 6      |
| 6  | Рик              | 6      |
| 7  | Жуниньо Кишада   | 5      |
| 8  | Козмин Моци      | 5      |
| 9  | Мавис Чибота     | 5      |
| 10 | Бернард Текпетей | 4      |

| №  | Име               | Асист. |
| -- | ----------------- | ------ |
| 1  | Кирил Десподов    | 6      |
| 2  | Марселиньо        | 6      |
| 3  | Вандерсон         | 6      |
| 4  | Густаво Кампаняро | 5      |
| 5  | Жуниньо Кишада    | 4      |
| 6  | Върджил Мисиджан  | 4      |
| 7  | Тодор Неделев     | 3      |
| 8  | Иван Стоянов      | 3      |
| 9  | Клаудиу Кешерю    | 3      |
| 10 | Якуб Пьотровски   | 3      |

| * футболистът все още е в клуба |

- Данните са актуални към 28.04.2025 г.